# Матушек Олена Франківна
Оле́на Фра́нківна Матушек (* 26 квітня 1953, Запоріжжя) — українська поетеса.

## Біографічні відомості
Після закінчення середньої школи рік працювала на заводі «Азовсталь». 1976 року закінчила факультет журналістики Київського державного університету імені Тараса Шевченка.
Працювала в редакціях газет «Вечірній Київ», «Київський вісник», журналу «Краса і мода», журналу «Ранок».Сценарист, режисер і ведуча концертів: підготувала і провела понад 900 акцій з провідними творчими колективами та організаціями. Авторка і ведуча Різдвяних та Великодніх програм на Українському телебаченні, численних публіцистичних виступів на радіо. Член Національної Спілки письменників України з 1990 року.

## Твори
Автор збірок віршів:
- «Акварель міста» (1981),
- «Телефон довіри» (1988).
- «Розімкнуте коло» (1991).
- «Іменем твоїм».
- «…І вистоять на тиші слів».
- Літературно-музична композиція «Покарай мене, Боже, любов'ю».
- Літературно-музична композиція «Ти — музика моя».

Республіканська премія імені Миколи Островського.
Літературна премія імені Андрія Малишка.
Премія Міжнародного благодійного фонду Святої Марії.
Премія фонду «Духовна спадщина».